# 족부의사

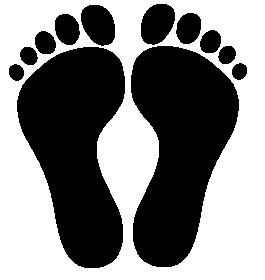

족부의사(足部醫師, 영어: podiatrist)는 발에 한정된 진료를 할 수 있는 의사 면허이다. 일부 영미권 국가에만 있다. 다른 진료는 수행할 수 없으나 발에 관련된 질병의 치료약은 처방할 수 있다.

## 같이 보기
- 족부의학